# Bengt Willert
Bengt Arne Willert, född 14 februari 1912 i Malmö, död där 12 april 2001, var en svensk läkare.
Efter studentexamen i Malmö 1930 blev Willert medicine kandidat och medicine licentiat vid Lunds universitet 1939. Han innehade olika läkarförordnanden 1939–42, var underläkare vid Mariestads lasarett 1943–47, vid kvinnokliniken på Malmö allmänna sjukhus 1947–54, föreståndare för blodcentralen 1947–55, överläkare där från 1955 och var styresman för Malmö allmänna sjukhus 1956–77. Han var marinläkare av 1:a graden i Marinläkarkåren 1944–45, av 1:a graden i reserven 1946–60. 
Willert var ledamot av ett flertal kommittéer och utredningar rörande blodtransfusionstjänsten vid sjukhusen och utbyggnaden av Malmö allmänna sjukhus. Tillsammans med politikern Harald Lindvall tog han 1954 initiativet till Malmö sjuksköterskeskola (inrättad 1956). Willert författade skrifter i obstetrik, gynekologi, blodgruppsserologi och blodbanksteknik samt blev medicine hedersdoktor i Lund 1967.